# Занадто пізно, герою
«Занадто пізно, герою» (англ. Too Late the Hero) — драма 1970 року.

## Сюжет
Друга світова війна, 1942 рік. Двох кмітливих солдатів і американського лейтенанта, що знає японську мову, у складі бойового десанта посилають на тихоокеанський острів із завданням, що обіцяє вірну смерть. Вони повинні знищити радіопередавач у тилу ворога. Це завдання перетворюється на змагання розумів між ними і японським офіцером.